# Gimnasia en los XXI Juegos Centroamericanos y del Caribe
Se detallan los resultados de las competiciones deportivas para la especialidad de Gimnasia
en los XXI Juegos Centroamericanos y del Caribe.

## Gimnasia rítmica
El campeón de la especialidad Gimnasia rítmica fue  México.

### Medallero
Los resultados del medallero por información de la Organización de los Juegos Mayagüez 2010
fueron:

#### Medallero Total
País anfitrión en negrilla. La tabla se encuentra ordenada por la cantidad de medallas de oro.
| Núm.  | País      | Oro | Plata | Bronce | Total | Orden por Total |
| ----- | --------- | --- | ----- | ------ | ----- | --------------- |
| 1     | México    | 4   | 3     | 2      | 9     | 1               |
| 2     | Venezuela | 2   | 4     | 2      | 8     | 2               |
| 3     | Colombia  | 0   | 0     | 1      | 1     | 3               |
| TOTAL | TOTAL     | 6   | 7     | 5      | 18    |                 |

Fuente: Organización de los XXI Juegos Centroamericanos y del Caribe

#### Medallero por Género
País anfitrión en negrilla. La tabla se encuentra ordenada por la cantidad de medallas de oro.
| Clasificación por Oro | País      | Hombres | Hombres | Hombres | Hombres | Mujeres | Mujeres | Mujeres | Mujeres | TOTAL | Clasificación por Total |
| Clasificación por Oro | País      |         |         |         | Total   |         |         |         | Total   | TOTAL | Clasificación por Total |
| 1                     | México    | 0       | 0       | 0       | 0       | 4       | 3       | 2       | 9       | 9     | 1                       |
| 2                     | Venezuela | 0       | 0       | 0       | 0       | 2       | 4       | 2       | 8       | 8     | 2                       |
| 3                     | Colombia  | 0       | 0       | 0       | 0       | 0       | 0       | 1       | 1       | 1     | 3                       |
| TOTAL                 | TOTAL     | 0       | 0       | 0       | 0       | 6       | 7       | 5       | 18      | 18    |                         |

Fuente: Organización de los XXI Juegos Centroamericanos y del Caribe

## Gimnasia artística
El campeón de la especialidad Gimnasia artística fue  Puerto Rico.

### Medallero
Los resultados del medallero por información de la Organización de los Juegos Mayagüez 2010
fueron:

#### Medallero Total
País anfitrión en negrilla. La tabla se encuentra ordenada por la cantidad de medallas de oro.
| Núm.  | País        | Oro | Plata | Bronce | Total | Orden por Total |
| ----- | ----------- | --- | ----- | ------ | ----- | --------------- |
| 1     | Puerto Rico | 5   | 5     | 4      | 14    | 1               |
| 2     | Colombia    | 5   | 1     | 3      | 9     | 3               |
| 3     | México      | 3   | 6     | 1      | 10    | 2               |
| 4     | Venezuela   | 3   | 1     | 5      | 9     | 3               |
| 5     | Guatemala   | 0   | 0     | 1      | 1     | 5               |
| TOTAL | TOTAL       | 16  | 13    | 14     | 43    |                 |

Fuente: Organización de los XXI Juegos Centroamericanos y del Caribe

#### Medallero por Género
País anfitrión en negrilla. La tabla se encuentra ordenada por la cantidad de medallas de oro.
| Clasificación por Oro | País        | Hombres | Hombres | Hombres | Hombres | Mujeres | Mujeres | Mujeres | Mujeres | TOTAL | Clasificación por Total |
| Clasificación por Oro | País        |         |         |         | Total   |         |         |         | Total   | TOTAL | Clasificación por Total |
| 1                     | Puerto Rico | 5       | 5       | 2       | 12      | 0       | 0       | 2       | 2       | 14    | 1                       |
| 2                     | Colombia    | 4       | 0       | 2       | 6       | 1       | 1       | 1       | 3       | 9     | 3                       |
| 3                     | México      | 0       | 2       | 1       | 3       | 3       | 4       | 0       | 7       | 10    | 2                       |
| 4                     | Venezuela   | 1       | 0       | 2       | 3       | 2       | 1       | 3       | 6       | 9     | 3                       |
| 5                     | Guatemala   | 0       | 0       | 0       | 0       | 0       | 0       | 1       | 1       | 1     | 5                       |
| TOTAL                 | TOTAL       | 10      | 7       | 7       | 24      | 6       | 6       | 7       | 19      | 43    |                         |

Fuente: Organización de los XXI Juegos Centroamericanos y del Caribe

## Trampolín
El campeón de la especialidad Trampolín fue  México.

### Medallero
Los resultados del medallero por información de la Organización de los Juegos Mayagüez 2010
fueron:

#### Medallero Total
País anfitrión en negrilla. La tabla se encuentra ordenada por la cantidad de medallas de oro.
| Núm.  | País                 | Oro | Plata | Bronce | Total | Orden por Total |
| ----- | -------------------- | --- | ----- | ------ | ----- | --------------- |
| 1     | México               | 2   | 0     | 0      | 2     | 1               |
| 2     | Colombia             | 0   | 1     | 0      | 1     | 2               |
| 2     | Puerto Rico          | 0   | 1     | 0      | 1     | 2               |
| 4     | República Dominicana | 0   | 0     | 1      | 1     | 2               |
| 4     | Venezuela            | 0   | 0     | 1      | 1     | 2               |
| TOTAL | TOTAL                | 2   | 2     | 2      | 6     |                 |

Fuente: Organización de los XXI Juegos Centroamericanos y del Caribe

#### Medallero por Género
País anfitrión en negrilla. La tabla se encuentra ordenada por la cantidad de medallas de oro.
| Clasificación por Oro | País                 | Hombres | Hombres | Hombres | Hombres | Mujeres | Mujeres | Mujeres | Mujeres | TOTAL | Clasificación por Total |
| Clasificación por Oro | País                 |         |         |         | Total   |         |         |         | Total   | TOTAL | Clasificación por Total |
| 1                     | México               | 1       | 0       | 0       | 1       | 1       | 0       | 0       | 1       | 2     | 1                       |
| 2                     | Colombia             | 0       | 0       | 0       | 0       | 0       | 1       | 0       | 1       | 1     | 2                       |
| 2                     | Puerto Rico          | 0       | 1       | 0       | 1       | 0       | 0       | 0       | 0       | 1     | 2                       |
| 4                     | República Dominicana | 0       | 0       | 0       | 0       | 0       | 0       | 1       | 1       | 1     | 2                       |
| 4                     | Venezuela            | 0       | 0       | 1       | 1       | 0       | 0       | 0       | 0       | 1     | 2                       |
| TOTAL                 | TOTAL                | 1       | 1       | 1       | 3       | 1       | 1       | 1       | 3       | 6     |                         |

Fuente: Organización de los XXI Juegos Centroamericanos y del Caribe

### Múltiples Ganadores
El tablero de multimedallas para la de los XXI Juegos Centroamericanos y del Caribe Mayagüez 2010 
presenta a los deportistas destacados que conquistaron más de una medalla en las competiciones de Gimnasia realizadas en Mayagüez, Puerto Rico.
Fuente: 
Organización de los XXI Juegos Centroamericanos y del Caribe Mayagüez 2010. 
| Clasificación del País | Clasificación del Total | Deportista          | País        | Disciplina         |   |   |   | Total |
| 1                      | 10                      | Luis Rivera         | Puerto Rico | Gimnasia artística | 4 | 1 | 0 | 5     |
| 2                      | 14                      | Jorge Giraldo       | Colombia    | Gimnasia artística | 4 | 0 | 1 | 5     |
| 3                      | 18                      | Rut Castillo        | México      | Gimnasia rítmica   | 3 | 3 | 0 | 6     |
| 4                      | 21                      | Elsa García         | México      | Gimnasia artística | 3 | 2 | 0 | 5     |
| 5                      | 61                      | Andreína Acevedo    | Venezuela   | Gimnasia rítmica   | 2 | 2 | 1 | 5     |
| 6                      | 68                      | Jessica López       | Venezuela   | Gimnasia artística | 2 | 1 | 3 | 6     |
| 7                      | 88                      | Verónica Navarro    | México      | Gimnasia rítmica   | 2 | 0 | 2 | 4     |
| 8                      | 95                      | Tommy Ramos         | Puerto Rico | Gimnasia artística | 2 | 0 | 0 | 2     |
| 9                      | 137                     | Luis Vargas         | Puerto Rico | Gimnasia artística | 1 | 2 | 1 | 4     |
| 10                     | 156                     | Alexander Rodríguez | Puerto Rico | Gimnasia artística | 1 | 1 | 1 | 3     |
| 10                     | 156                     | Nathalia Sánchez    | Colombia    | Gimnasia artística | 1 | 1 | 1 | 3     |